# Pik Lenina

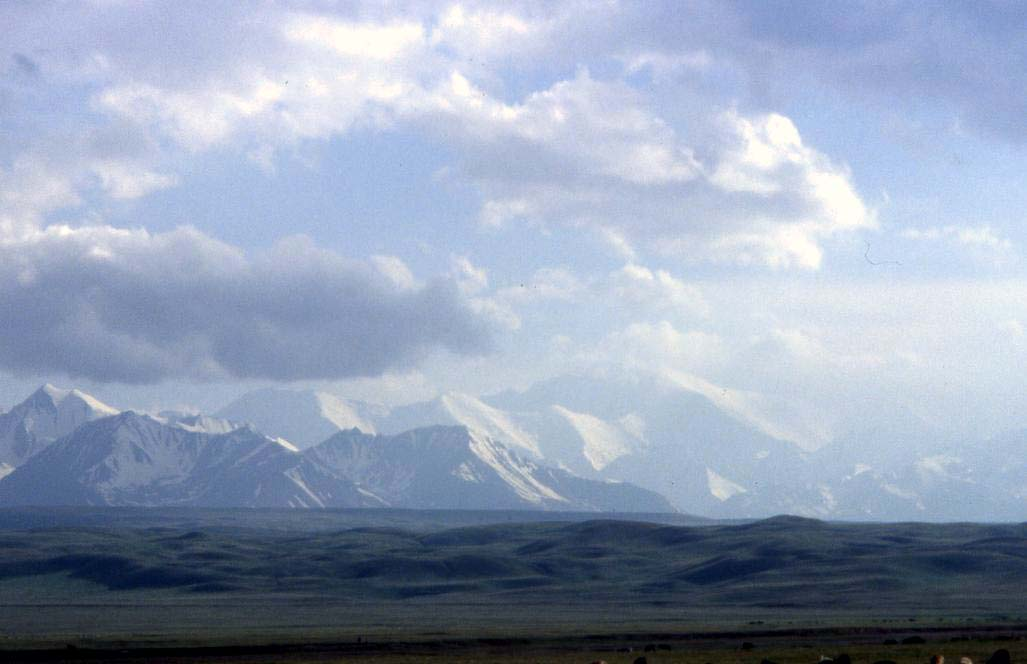
Pik Lenina.

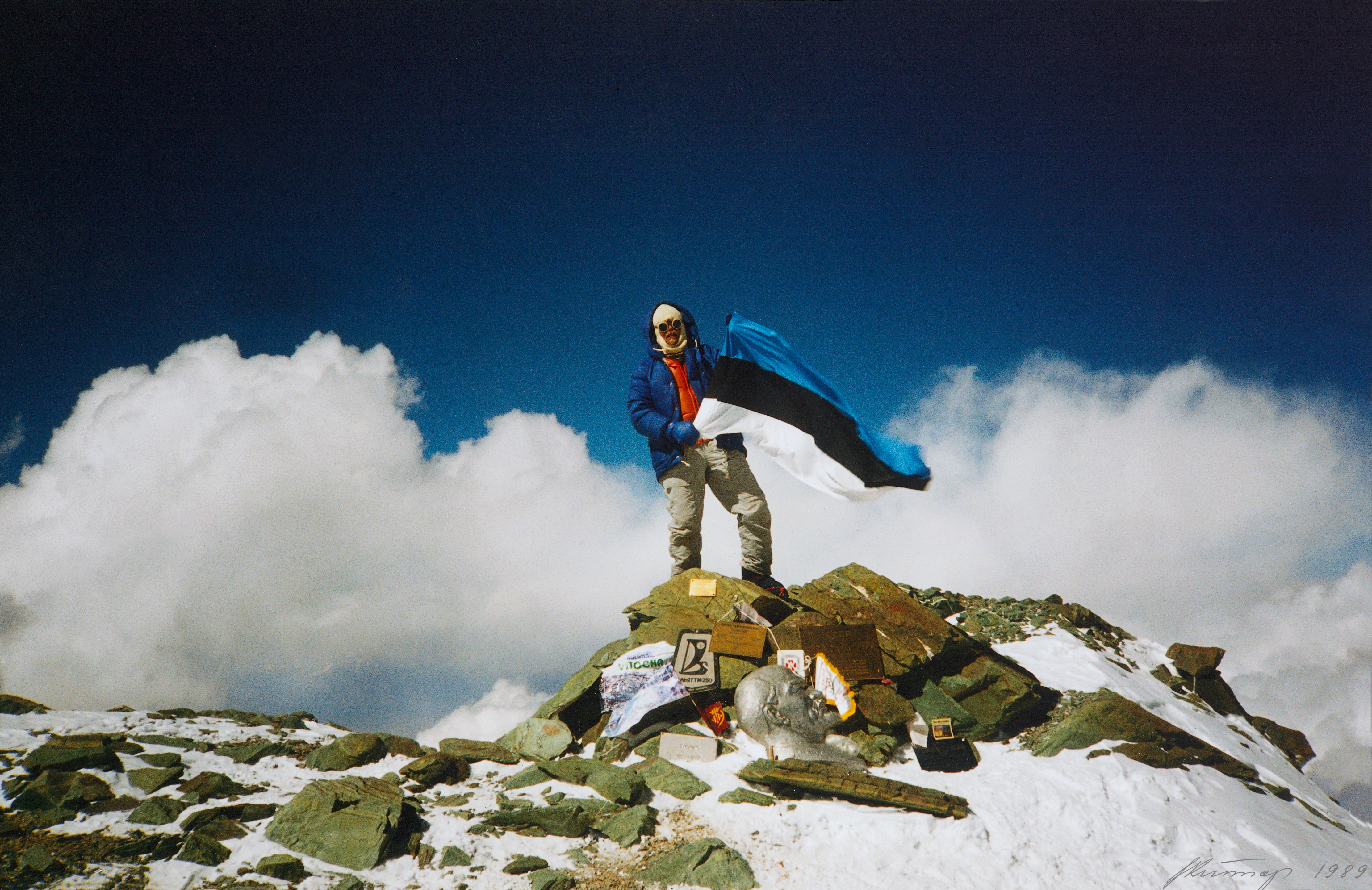
Jaan Künnap med Estlands flagga på toppen av Pik Lenina 1989.

Pik Lenina eller Пик Ленина (svenska: Lenintoppen) är det högsta berget i Trans-Alaykedjan i Centralasien, och den näst högsta punkten bland Pamirbergen (Pik Ismoil Somoni i Tadzjikistan är högre; 7495 m, förutom ett berg i kinesiska Pamir). Pik Lenina är 7134 meter högt, toppen ligger på gränsen mellan Tadzjikistan och Kirgizistan och är den näst högsta punkten i de båda länderna (Dzjengisj Tjokusu är högst i Kirgizistan; 7439 m). Berget kallas ibland för "Achiktash". Det upptäcktes 1871 och namngavs först efter Konstantin Kaufmann till Pik Kaufmann.
1928 ändrades namnet till Pik Lenina efter Sovjetunionens ledare Vladimir Lenin. Ända tills 1933 trodde man att berget var det högsta i Pamir, ända tills Pik Ismoil Somoni (vid tidpunkten kallad för Pik Stalin) bestegs och höjdbestämdes.
I juli 2006 byttes namnet igen. Motstridiga uppgifter talar om olika namn för berget. Det nya namnet Självständighetstoppen rapporteras av olika ryska medier, medan andra källor kallar den lägre toppen för detta namn och kallar den högre Avicenna efter filosofen .
Berget bestegs första gången 1928 av en tysk expedition bestående av Karl Wien, Eugene Allwein och Erwin Schneider.
16 etablerades rutter uppför berget finns, nio på södra sidan och sju på de norra sluttningarna. Pik Lenina anses bland bergsklättrare vara ett lätt berg att bestiga trots sin höjd med flera tekniskt okomplicerade rutter, och som ligger cirka 40 km från bilväg, och har därför blivit en populär destination. Det är det mest bestigna av alla 7000-metersberg. Det har ägt rum många olyckor på berget, ofta orsakade av laviner och snöstormar. 1974 omkom en expedition av 8 kvinnliga bergsklättrare i en snöstorm. 1990 orsakade en lavin 43 klättrares död.